# Wallingford Riegger
Wallingford Constantine Riegger (29. april 1885 i Albany, Georgia – 2. april 1961 i New York) var en amerikansk komponist.
Riegger var en tyskskolet romantiker som slog over i atonalitet, og skabte en meget original stil.
Han var avantgardist i 1920'ernes New York, og deltog i eksperimenter med elektronisk musik, men holdt sig med sine egne kompositioner til de mere traditionelle instrumenter fra det klassisk e symfoniorkester. 
Han har komponeret omkring 35 orkesterværker, såsom  f.eks. 4 symfonier og en sinfonietta. Riegger vandt en pris for sin 3. symfoni.

## Udvalgte værker
- Symfoni nr. 1 (1944) (trukket tilbage) - for orkester
- Symfoni nr. 2 (1945) (trukket tilbage) - for orkester
- Symfoni nr. 3 (1946–1947, Rev. 1960) - for orkester
- Symfoni nr. 4 (1956) - for orkester
- Sinfonietta (1959) - for orkester
- "Musik for Orkester" (1958) - for orkester
- "Fantasi og fuga" (1930) - for orkester
- "Fuldendelse" (1939) - for orkester
- "Passacaglia og Fuga" (1942) - for orkester
- "Danse rytmer" (1954) - for orkester
- "Diktomi" (1931) - for kammerorkester
- "Romance" (1953) - for strygeorkester